# Coppa panamericana maschile under 19 di pallavolo 2022
La Coppa panamericana maschile under 19 di pallavolo 2022 si è svolta dal 23 al 28 maggio 2022 a Città del Guatemala, in Guatemala: al torneo hanno partecipato otto squadre nazionali under 19 tra nordamericane e sudamericane e la vittoria finale è andata per la prima volta agli Stati Uniti.

## Impianti
|                                                                                             |  |  |
|                                                                                             |  |  |
| Domo Polideportivo de la CDAG Città: Città del Guatemala Capienza: 7 500 Anno d'apertura: - |  |  |

## Regolamento

### Formula
Le squadre hanno disputato una prima fase a gironi con formula del girone all'italiana; al termine della prima fase:
- Le prime tre classificate di ogni girone hanno acceduto alla fase finale per il primo posto, strutturata in quarti di finale, a cui hanno partecipato solo le seconde e le terze classificate, semifinali, finale per il terzo posto e finale.
- Le quarte classificate di ogni girone e le due eliminate ai quarti di finale della fase finale per il primo posto hanno acceduto alla fase finale per il quinto posto, strutturata in semifinale, finale per il settimo posto e finale per il quinto posto.

### Criteri di classifica
Se il risultato finale è stato di 3-0 sono stati assegnati 5 punti alla squadra vincente e 0 a quella sconfitta, se il risultato finale è stato di 3-1 sono stati assegnati 4 punti alla squadra vincente e 1 a quella sconfitta, se il risultato finale è stato di 3-2 sono stati assegnati 3 punti alla squadra vincente e 2 a quella sconfitta.
L'ordine del posizionamento in classifica è stato definito in base a:
- Numero di partite vinte;
- Punti;
- Ratio dei set vinti/persi;
- Ratio dei punti realizzati/subiti;
- Risultati degli scontri diretti.

## Squadre partecipanti
| Squadra         | Qualificazione      | Ultima partecipazione      |
| --------------- | ------------------- | -------------------------- |
| Cile            | -                   | Repubblica Dominicana 2019 |
| Costa Rica      | -                   | Messico 2017               |
| Guatemala       | Paese organizzatore | Repubblica Dominicana 2019 |
| Honduras        | -                   | Debutto                    |
| Messico         | -                   | Repubblica Dominicana 2019 |
| Porto Rico      | -                   | Repubblica Dominicana 2019 |
| Rep. Dominicana | -                   | Repubblica Dominicana 2019 |
| Stati Uniti     | -                   | Messico 2011               |

## Torneo

### Fase a gironi
| Girone A        | Girone B    |
| --------------- | ----------- |
| Guatemala       | Cile        |
| Honduras        | Costa Rica  |
| Porto Rico      | Messico     |
| Rep. Dominicana | Stati Uniti |

#### Girone A

##### Risultati
| 23 maggio 2022 Domo Polideportivo de la CDAG, Città del Guatemala Durata: 2h:04 - Spettatori: 100 | Porto Rico      | 3 - 1 | Rep. Dominicana | 26-28, 25-21, 25-20, 25-16 |
| 23 maggio 2022 Domo Polideportivo de la CDAG, Città del Guatemala Durata: 1h:17 - Spettatori: 350 | Guatemala       | 3 - 0 | Honduras        | 25-18, 25-18, 25-14        |
| 24 maggio 2022 Domo Polideportivo de la CDAG, Città del Guatemala Durata: 1h:09 - Spettatori: 300 | Porto Rico      | 3 - 0 | Honduras        | 25-10, 25-14, 25-15        |
| 24 maggio 2022 Domo Polideportivo de la CDAG, Città del Guatemala Durata: 1h:49 - Spettatori: 250 | Guatemala       | 3 - 1 | Rep. Dominicana | 25-23, 25-17, 19-25, 25-21 |
| 25 maggio 2022 Domo Polideportivo de la CDAG, Città del Guatemala Durata: 1h:27 - Spettatori: 300 | Rep. Dominicana | 3 - 0 | Honduras        | 25-15, 25-20, 27-25        |
| 25 maggio 2022 Domo Polideportivo de la CDAG, Città del Guatemala Durata: 1h:24 - Spettatori: 500 | Guatemala       | 0 - 3 | Porto Rico      | 18-25, 18-25, 20-25        |

##### Classifica
| Pos | Squadra         | Pt | G | V | P | SV | SP | Ratio | PF  | PS  | Ratio |
| --- | --------------- | -- | - | - | - | -- | -- | ----- | --- | --- | ----- |
| 1   | Porto Rico      | 14 | 3 | 3 | 0 | 9  | 1  | 9,000 | 251 | 180 | 1,394 |
| 2   | Guatemala       | 9  | 3 | 2 | 1 | 6  | 4  | 1,500 | 225 | 211 | 1,066 |
| 3   | Rep. Dominicana | 7  | 3 | 1 | 2 | 5  | 6  | 0,833 | 248 | 255 | 0,973 |
| 4   | Honduras        | 0  | 3 | 0 | 3 | 0  | 9  | 0,000 | 149 | 227 | 0,656 |

#### Girone B

##### Risultati
| 23 maggio 2022 Domo Polideportivo de la CDAG, Città del Guatemala Durata: 1h:22 - Spettatori: 200   | Costa Rica  | 0 - 3 | Messico     | 20-25, 18-25, 15-25        |
| 23 maggio 2022 Domo Polideportivo de la CDAG, Città del Guatemala Durata: 1h:17 - Spettatori: 1 500 | Cile        | 0 - 3 | Stati Uniti | 24-26, 16-25, 11-25        |
| 24 maggio 2022 Domo Polideportivo de la CDAG, Città del Guatemala Durata: 1h:14 - Spettatori: 200   | Costa Rica  | 0 - 3 | Stati Uniti | 20-25, 17-25, 15-25        |
| 24 maggio 2022 Domo Polideportivo de la CDAG, Città del Guatemala Durata: 1h:50 - Spettatori: 300   | Cile        | 1 - 3 | Messico     | 17-25, 25-14, 22-25, 18-25 |
| 25 maggio 2022 Domo Polideportivo de la CDAG, Città del Guatemala Durata: 1h:52 - Spettatori: 150   | Costa Rica  | 1 - 3 | Cile        | 24-26, 21-25, 25-23, 24-26 |
| 25 maggio 2022 Domo Polideportivo de la CDAG, Città del Guatemala Durata: 1h:09 - Spettatori: 400   | Stati Uniti | 3 - 0 | Messico     | 25-21, 25-13, 25-13        |

##### Classifica
| Pos | Squadra     | Pt | G | V | P | SV | SP | Ratio | PF  | PS  | Ratio |
| --- | ----------- | -- | - | - | - | -- | -- | ----- | --- | --- | ----- |
| 1   | Stati Uniti | 15 | 3 | 3 | 0 | 9  | 0  | MAX   | 226 | 150 | 1,507 |
| 2   | Messico     | 9  | 3 | 2 | 1 | 6  | 4  | 1,500 | 211 | 210 | 1,005 |
| 3   | Cile        | 5  | 3 | 1 | 2 | 4  | 7  | 0,571 | 233 | 259 | 0,900 |
| 4   | Costa Rica  | 1  | 3 | 0 | 3 | 1  | 9  | 0,111 | 199 | 250 | 0,796 |

### Fase finale
|  | Quarti          | Quarti  |             |            | Semifinali         | Semifinali         |  |  | Finale 1º/2º posto | Finale 1º/2º posto |
|  |                 |         |             |            |                    |                    |  |  |                    |                    |
|  |                 |         |             |            |                    |                    |  |  |                    |                    |
|  |                 |         |             |            |                    |                    |  |  |                    |                    |
|  | -               | -       |             |            |                    |                    |  |  |                    |                    |
|  | -               | -       |             |            |                    |                    |  |  |                    |                    |
|  | -               | -       |             |            |                    |                    |  |  |                    |                    |
|  | -               | -       | Stati Uniti | 3          |                    |                    |  |  |                    |                    |
|  |                 |         | Stati Uniti | 3          |                    |                    |  |  |                    |                    |
|  |                 | Cile    | 0           |            |                    |                    |  |  |                    |                    |
|  | Guatemala       | Cile    | 0           | 0          |                    |                    |  |  |                    |                    |
|  | Guatemala       |         |             | 0          |                    |                    |  |  |                    |                    |
|  | Cile            | 3       |             |            |                    |                    |  |  |                    |                    |
|  | Cile            | 3       | Stati Uniti | 3          |                    |                    |  |  |                    |                    |
|  |                 |         | Stati Uniti | 3          |                    |                    |  |  |                    |                    |
|  |                 | Messico | 0           |            |                    |                    |  |  |                    |                    |
|  | -               | Messico | 0           | -          |                    |                    |  |  |                    |                    |
|  | -               |         |             | -          |                    |                    |  |  |                    |                    |
|  | -               | -       |             |            |                    |                    |  |  |                    |                    |
|  | -               | -       | Porto Rico  | 2          | Finale 3º/4º posto | Finale 3º/4º posto |  |  |                    |                    |
|  |                 |         | Porto Rico  | 2          | Finale 3º/4º posto | Finale 3º/4º posto |  |  |                    |                    |
|  |                 | Messico | 3           |            |                    |                    |  |  |                    |                    |
|  | Messico         | Messico | 3           | 3          | Cile               | 0                  |  |  |                    |                    |
|  | Messico         |         |             | 3          | Cile               | 0                  |  |  |                    |                    |
|  | Rep. Dominicana | 0       |             | Porto Rico | 3                  |                    |  |  |                    |                    |
|  | Rep. Dominicana | 0       |             |            | 3                  |                    |  |  |                    |                    |
|  |                 |         |             |            |                    |                    |  |  |                    |                    |
|  |                 |         |             |            |                    |                    |  |  |                    |                    |

#### Quarti di finale
| 26 maggio 2022 Domo Polideportivo de la CDAG, Città del Guatemala Durata: 1h:15 - Spettatori: 300 | Messico   | 3 - 0 | Rep. Dominicana | 25-22, 25-16, 25-17        |
| 26 maggio 2022 Domo Polideportivo de la CDAG, Città del Guatemala Durata: 1h:50 - Spettatori: 300 | Guatemala | 1 - 3 | Cile            | 15-25, 13-25, 25-19, 20-25 |

#### Semifinali
| 27 maggio 2022 Domo Polideportivo de la CDAG, Città del Guatemala Durata: 1h:11 - Spettatori: 500 | Stati Uniti | 3 -0  | Cile    | 25-18, 25-18, 25-20               |
| 27 maggio 2022 Domo Polideportivo de la CDAG, Città del Guatemala Durata: 2h:11 - Spettatori: 500 | Porto Rico  | 2 - 3 | Messico | 19-25, 19-25, 25-20, 25-18, 15-17 |

#### Finale 3º posto
| 28 maggio 2022 Domo Polideportivo de la CDAG, Città del Guatemala Durata: 1h:16 - Spettatori: 300 | Cile | 0 - 3 | Porto Rico | 17-25, 19-25, 19-25 |

#### Finale
| 28 maggio 2022 Domo Polideportivo de la CDAG, Città del Guatemala Durata: 1h:13 - Spettatori: 600 | Stati Uniti | 3 - 0 | Messico | 25-22, 25-18, 25-18 |

#### Finali 5º e 7º posto
|  | semifinali      | semifinali      | semifinali |           |            | finale 5º posto | finale 5º posto | finale 5º posto |  |
|  |                 |                 |            |           |            |                 |                 |                 |  |
|  | Costa Rica      | Costa Rica      | 3          |           |            |                 |                 |                 |  |
|  | Costa Rica      | Costa Rica      | 3          |           |            |                 |                 |                 |  |
|  | Rep. Dominicana | Rep. Dominicana | 1          |           |            |                 |                 |                 |  |
|  | Rep. Dominicana | Rep. Dominicana | 1          |           | Costa Rica | Costa Rica      | 3               |                 |  |
|  |                 |                 |            |           | Costa Rica | Costa Rica      | 3               |                 |  |
|  |                 |                 | Guatemala  | Guatemala | 0          |                 |                 |                 |  |
|  | Honduras        | Honduras        | Guatemala  | Guatemala | 0          | 0               |                 |                 |  |
|  | Honduras        | Honduras        |            |           |            | 0               |                 |                 |  |
|  | Guatemala       | Guatemala       | 3          |           |            | finale 7º posto | finale 7º posto | finale 7º posto |  |
|  | Guatemala       | Guatemala       | 3          |           |            |                 |                 |                 |  |
|  |                 |                 |            |           |            |                 |                 |                 |  |
|  |                 |                 |            |           |            | Rep. Dominicana | Rep. Dominicana | 3               |  |
|  |                 |                 |            |           |            | Rep. Dominicana | Rep. Dominicana | 3               |  |
|  |                 |                 |            |           |            | Honduras        | Honduras        | 1               |  |

##### Semifinali
| 27 maggio 2022 Domo Polideportivo de la CDAG, Città del Guatemala Durata: 1h:38 - Spettatori: 150 | Costa Rica | 3 - 1 | Rep. Dominicana | 25-15, 25-13, 25-27, 25-19 |
| 27 maggio 2022 Domo Polideportivo de la CDAG, Città del Guatemala Durata: 1h:18 - Spettatori: 150 | Honduras   | 0 - 3 | Guatemala       | 13-25, 24-26, 15-25        |

#### Finale 7º posto
| 28 maggio 2022 Domo Polideportivo de la CDAG, Città del Guatemala Durata: 1h:34 - Spettatori: 60 | Rep. Dominicana | 3 - 1 | Honduras | 19-25, 25-13, 25-12, 25-13 |

#### Finale 5º posto
| 28 maggio 2022 Domo Polideportivo de la CDAG, Città del Guatemala Durata: 1h:34 - Spettatori: 200 | Costa Rica | 3 - 0 | Guatemala | 25-19, 30-28, 29-27 |

## Classifica finale
| Pos     | Squadra         | Rosa |
| ------- | --------------- | --- |
| Oro     | Stati Uniti     | Formazione: 1 Larson, 4 Bishop, 6 Loiola, 8 Vaccaro, 9 Blanchette, 11 Kearney, 12 Foley, 13 Kelly, 16 Rosenthal, 17 Wainwright, 18 Whitfield, 19 Carreira, CT: Sullivan |
| Argento | Messico         | Formazione: 1 Miranda, 2 Murilo, 3 Jáuregui, 5 Sosa, 7 Vargas, 9 Hernández, 10 Raudry, 11 Serrano, 14 Vazquez, 16 Adame, 17 Cadena, 20 Cano, CT: Viña                   |
| Bronzo  | Porto Rico      | Formazione: 1 Sánchez, 2 Velázquez, 3 Delgado, 4 Henwood, 5 Álvarez, 6 López, 7 Torres, 8 Estrada, 9 Colón, 10 Meléndez, 11 Vélez, 12 Rosado, CT: Negrón                |
| 4       | Cile            | Formazione: 1 Matus, 2 Arratia, 4 Aguirre, 5 Valenzuela, 6 Ruiz, 7 Munita, 8 Gei, 9 Rafaeli, 10 Sirhan, 11 Villarroel, 12 Figueroa, 13 Fuenzalida, CT: Villarreal       |
| 5       | Costa Rica      | Formazione: 1 Vargas, 4 Núñez, 5 Córdoba, 7 Alpizar, 8 Vanega, 11 Parra, 12 Obando, 14 González, 16 Barrantes, 19 Grant, 24 Córdoba, CT: Blanco                         |
| 6       | Guatemala       | Formazione: 1 Villatoro, 2 Rivas, 3 Recinos, 5 Véliz, 6 F. González, 7 Paz, 8 Vásquez, 9 Argueta, 12 B. González, 13 Wandel, 16 Pacheco, 20 Motta, CT: Castañeda        |
| 7       | Rep. Dominicana | Formazione: 1 González, 2 Páez, 3 Minier, 4 Encarnación, 5 Osorio, 7 Reyes, 8 Rivera, 9 Rodríguez, 13 Abreu, 14 Jiménez, 18 Baldera, 19 Gil, CT: Martínez               |
| 8       | Honduras        | Formazione: 1 Duarte, 3 Pagoaga, 4 Díaz, 5 Villegas, 7 Contreras, 8 Lara, 9 Pineda, 15 Flores, 16 Bautista, 17 Soto, 18 Chevez, 19 Méndez, CT: Rodas                    |

|  |  |  |  | Qualificate al campionato mondiale 2023 |

## Premi individuali
| Premio                | Nome            | Squadra         |
| --------------------- | --------------- | --------------- |
| MVP                   | Sean Kelly      | Stati Uniti     |
| Miglior realizzatore  | Franklyn Reyes  | Rep. Dominicana |
| Miglior servizio      | Finn Kearney    | Stati Uniti     |
| Miglior difesa        | Kallen Larson   | Stati Uniti     |
| Miglior ricevitore    | Kallen Larson   | Stati Uniti     |
| Miglior palleggiatore | Tread Rosenthal | Stati Uniti     |
| Miglior opposto       | Finn Kearney    | Stati Uniti     |
| Miglior schiacciatore | Sean Kelly      | Stati Uniti     |
| Miglior schiacciatore | Víctor Torres   | Porto Rico      |
| Miglior centrale      | David Córdoba   | Costa Rica      |
| Miglior centrale      | Goran Rafaeli   | Cile            |
| Miglior libero        | Kallen Larson   | Stati Uniti     |